# گل‌کوب پشت‌سرخ
گل‌کوب پشت‌سرخ (نام علمی: Dicaeum cruentatum) نام یک گونه از سرده گل‌کوب‌های اصلی است.